# Kamsar

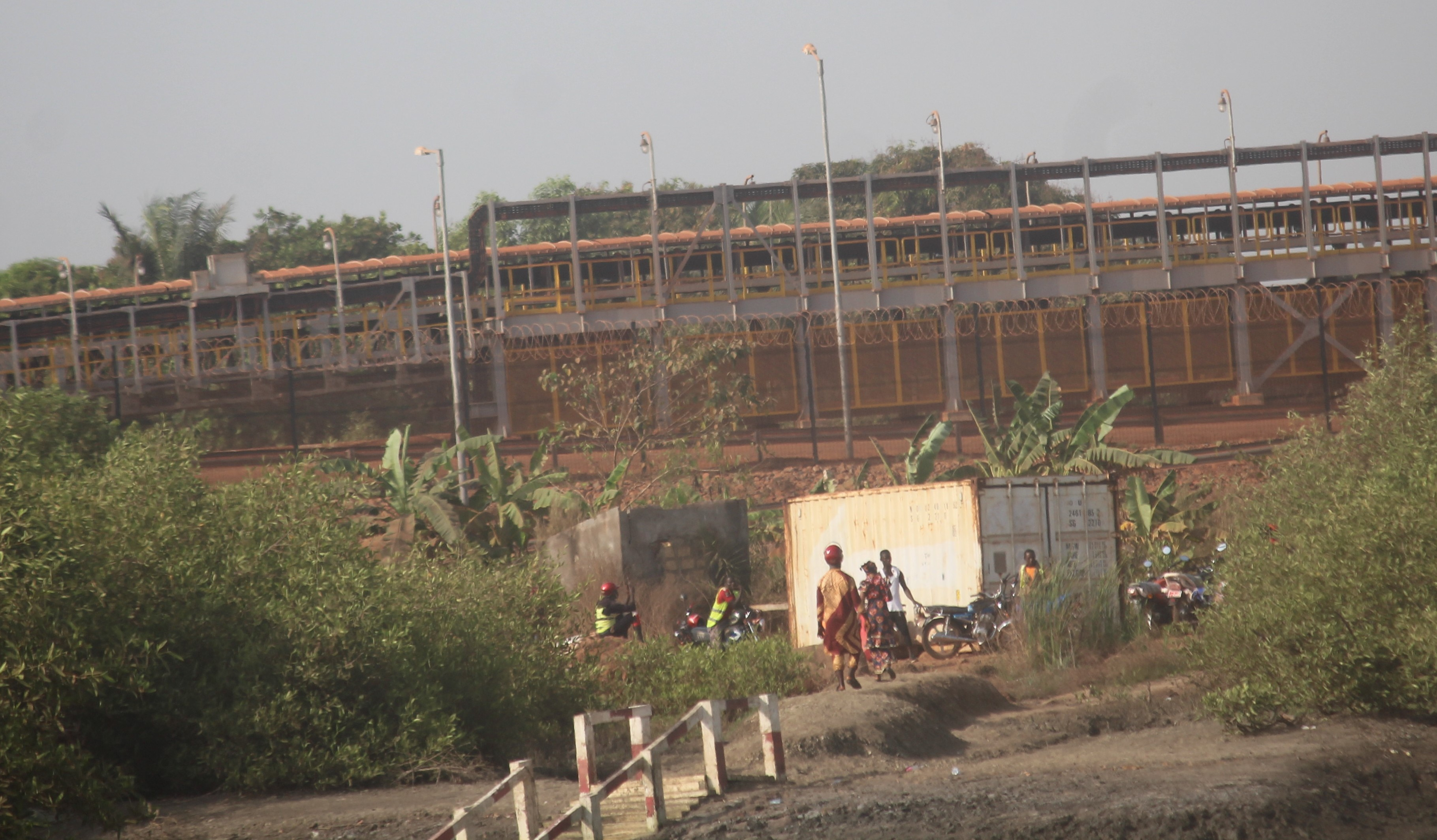
Kamsar

Kamsar är en ort i Guinea.   Den ligger i prefekturen Boke Prefecture och regionen Boke Region, i den västra delen av landet, 160 km nordväst om huvudstaden Conakry. Kamsar ligger 5 meter över havet och antalet invånare är 61 527.
Terrängen runt Kamsar är mycket platt. Havet är nära Kamsar åt sydväst. Runt Kamsar är det ganska glesbefolkat, med 38 invånare per kvadratkilometer. Det finns inga andra samhällen i närheten. Trakten runt Kamsar består huvudsakligen av våtmarker.